# Toast (album)
Toast è il 43° album in studio del cantautore canadese-statunitense Neil Young e del gruppo musicale Crazy Horse, pubblicato nel 2022 ma registrato tra il 2000 e il 2001.

## Tracce
Testi e musiche di Neil Young.
1. Quit – 5:24
2. Standing in the Light of Love – 4:18
3. Goin' Home – 7:52
4. Timberline – 4:10
5. Gateway of Love – 10:10
6. How Ya Doin'? – 7:00
7. Boom Boom Boom – 13:05

## Formazione
- Neil Young – voce, chitarra, piano
- Billy Talbot – basso, voce
- Ralph Molina – batteria, percussioni, voce
- Frank Sampedro – chitarra, voce
- Pegi Young – voce
- Astrid Young – voce
- Tom Bray – tromba

## Classifiche
| Classifica (2022) | Posizione raggiunta |
| ----------------- | ------------------- |
| Italia            | 97                  |
| Regno Unito       | 23                  |
| Stati Uniti       | 198                 |